# ميلودي هوبسون
ميلودي هوبسون (بالإنجليزية: Mellody Hobson)‏ (ولدت في 3 أبريل 1969) سيدة أعمال، فاعلة خير أمريكية، رئيسة شركة أرييل للإستثمارات، والرئيسة الحالية لمجلس إدارة شركة دريم ورك للرسوم المتحركة.

## السيرة الذاتية

### النشأة
ولدت هوبسون في شيكاغو، إلينوي. تلقت تعليمها الثانوي في مدرسة القديس إغناطيوس للتعليم العالي، ثم أكملت تعليمها في جامعة برينستون. تخرجت ميلودي من الجامعة في عام 1991 حاصلة على درجة بكالوريوس آداب من مدرسة وودرو ويلسون العامة والشئون الدولية.

### الحياة الشخصية

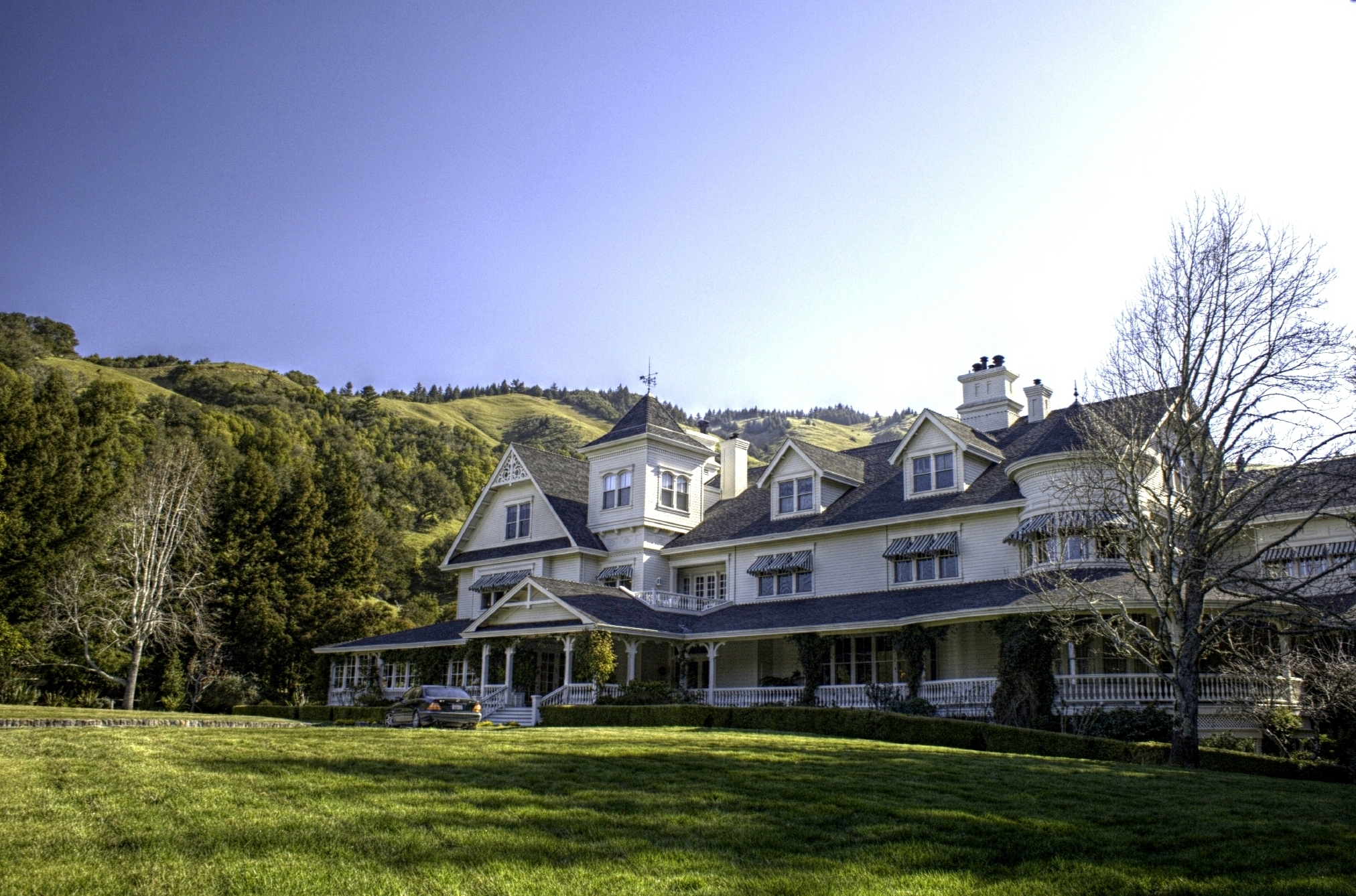
تم تحديد يوم 22 يونيو عام 2013 لزواج هوبسون بالمنتج جورج لوكاس في مزرعته، مزرعة سكاي ووكر

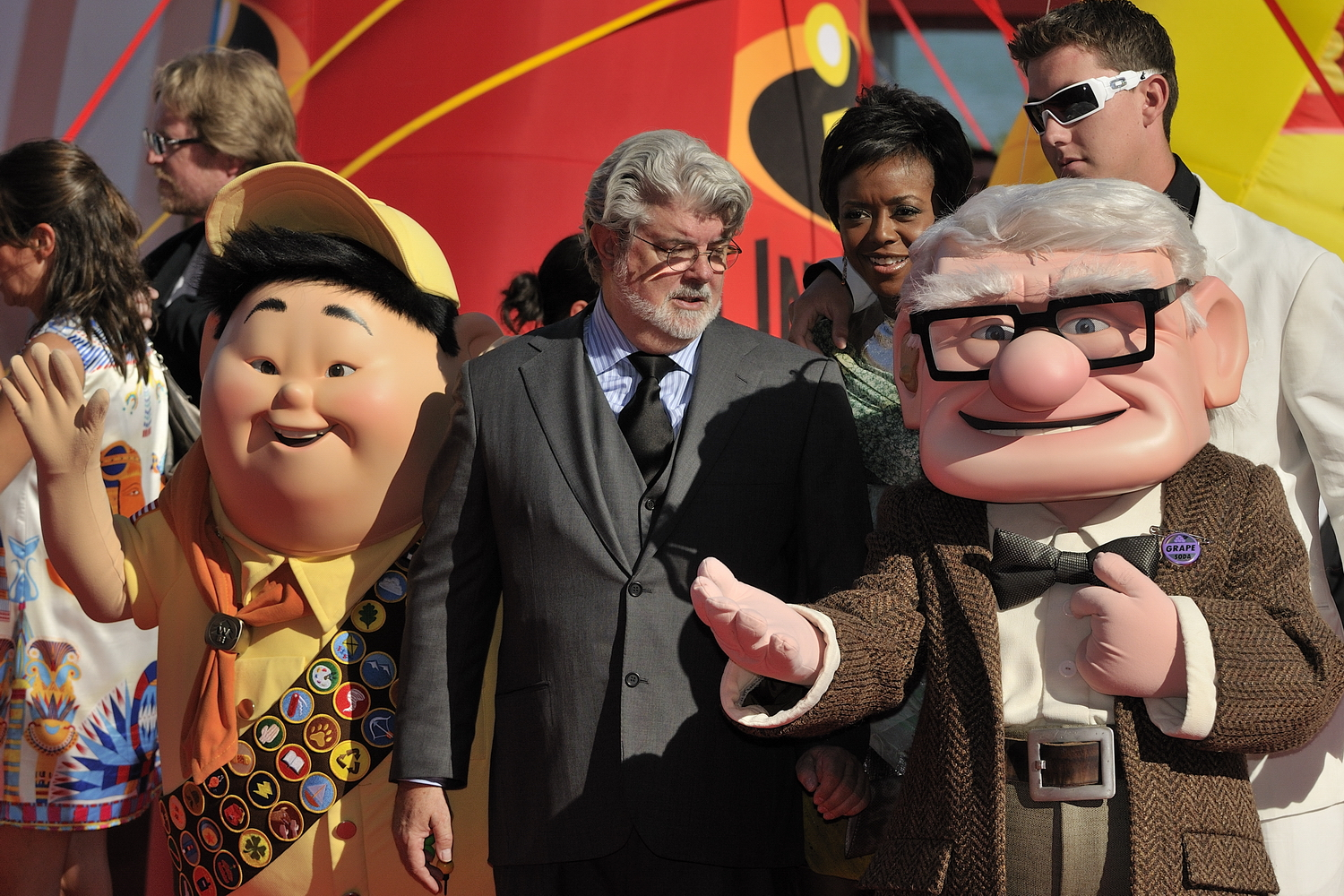
هوبسون ولوكاس في مهرجان البندقية السينمائي، عام 2009.

بدأت هوبسون في مواعدة المخرج والمنتج جورج لوكاس في عام 2006، بعد أن تقابلوا في مؤتمر لرجال الأعمال. في يناير 2013، أعلن الثنائي عن خطبتهما، وحددوا يوم 22 يونيو للزواج في مزرعة لوكاس «مزرعة سكاي ووكر». واجه الثنائي صعوبة في الإنجاب ورزقوا بإبنه واحدة تدعى إيفريست هوبسون لوكاس، بعد عملية تأجير رحم في أغسطس 2013. تم تصوير الابنة بواسطة المصورة ليبوفيتش لتظهر على تقويم بريلي لعام 2016.
تعتبر ميلودي وزوجها لوكاس من أبرز من إشتركوا في حملة تعهد عطاء، حملة التبرع بجزء من الثروة للجمعيات الخيرية والتي بدأها بيل جيتس ووارن بافت. ففي عام 2013، تبرع الثنائي بمبلغ 25 مليون دولار للجمعيات الخيرية، وفي 15 إبريل عام 2016 تبرع الثنائي بمبلغ 501,000 دولار ومليون دولار لمؤسسأت أوباما للأعمال الخيرية.

### الحياة العملية
بعد تخرجها بفترة قصيرة من برينستون، انضمت هوبسون إلى شركة أرييل للإستثمارات كمتدربة، ثم ترقت لتصبح مدير التسويق فنائب رئيس الشركة في فترة وجيزة. في عام 2000، أصبحت هوبسون رئيس الشركة، فرع شيكاغو لتدير ما يقرب من 10 مليار دولار، والمسئولة عن أكبر شركات الإستثمار للأمريكين ذو أصل أفريقي في الولايات المتحدة.
هوبسون هي رئيسة مجلس الأمناء لمؤسسة أرييل للإستثمار، ورئيسة شركة دريم ورك للرسوم المتحركة. وتعتبر مشاركة دائمة في عرض وتوضيح المشاكل المالية على شبكة قنوات سي بي إس هذا الصباح، ومتحدثة باسم أرييل/شواب للدراسات الإستثمارية السنوية. حازت هوبسون على العديد من المراكز المرموقة في مختلف المنظمات والشركات، مثل صندوق التعليم العالم لولاية شيكاغو، متحف لوكاس للفن السردي ومعهد صن دانس. وهي أيضا مديرة في شركة ستاربكس، مجموعة شركات واستي لورد، وشركة دريم ورك للرسوم المتحركة.
تم اختيار هوبسون في العديد من القوائم مثل قائمة مجلة التايم السنوية لعام 2015، تايم 100، وهي قائمة لأكثر 100 شخصية نفوذا في العالم. كما تم اختيارها في مجلة إبوني عام 1992 تحت قائمة 20 قائد للمستقبل، وفي نفس العام (1992) تم اختيارها في مجلة المرأة العاملة لقائمة "20 تحت 30". بينما تم اختيارها في عام 2001، من المنتدى الإقتصادي العالمي في قائمة "قادة الغد، وفي عام 2002، تم اختيارها في قائمة أفضل الأمريكان وألمعهم. في حين إختارتها صحيفة وول ستريت جورنال في عام 2004 في قائمة 50 إمراة يجب متابعتهم.
أنشئت هوبسون برنامج على شبكة قنوات هئية إذاعة التلفزيون الأمريكي أي بي سي في 29 مايو عام 2009، يدعى «ان بروك: ما يجب عليك أن تعرفة عن المال»، إستضافت فيه العديد من المشاهير مثل جوناس برذرز، أوسكار ذا كروتش، صامويل جاكسون.
قامت الممثلة فانيسا ويليامز بتمثيل دورها، سيدة أعمال عصامية (في الدراما التلفزيونية الأمريكية، ذا جود وايف). كما قامت هوبسون بإلقاء محاضرة في تيد.

## وصلات خارجية
- ميلودي هوبسون على موقع IMDb (الإنجليزية)
- ميلودي هوبسون على موقع إن إن دي بي (الإنجليزية)

- ميلودي هوبسون - شركة أرييل للإستثمارات
- ميلودي هوبسون في مؤتمر تيد
- ميلودي هوبسون -رئيسة شركة أرييل- في شيكاغو
- ميلودي هوبسون تتحدث في جوجل
- ميلودي هوبسون والاقتصاد في مؤتمر تيد
- ميلودي هوبسون: لماذا يجب على المرآة أن تفهم في الاقتصاد